# Otto von der Schulenburg (Thiếu tướng)
Wilhelm August Otto von der Schulenburg (2 tháng 12 năm 1834 tại Berlin – 5 tháng 1 năm 1923 tại Göttingen) là một Thiếu tướng quân đội Phổ, đã từng tham gia chiến tranh thống nhất nước Đức.

## Tiểu sử

### Thân thế
Ông xuất thân gia tộc von der Schulenburg, một gia đình quý tộc lâu đời có nguồn gốc từ Altmark. Ông là con trai của Thượng tá Friedrich Wilhelm von der Schulenburg (13 tháng 1 năm 1788 tại Stettin – 20 tháng 3 năm 1866 tại Brandenburg an der Havel) và người vợ của ông này là Henriette Charlotte, họ von Bomsdorff (15 tháng 5 năm 1798 tại Charlottenburg – 17 tháng 7 năm 1889 tại Potsdam). Người em trai của ông là Karl Ferdinand Wilhelm Werner (1836 – 1903) cũng theo đuổi sự nghiệp quân sự và được thăng đến cấp Trung tướng.

### Sự nghiệp quân sự
Thời trẻ, Schulenburg học trung học Trung cấp (Realschule) tại Frankfurt (Oder), sau đó ông học Chính quy (Gymnasium) tại Dessau. Sau đó, vào tháng 5 năm 1847, ông nhập học trường thiếu sinh quân ở Potsdam và 4 năm sau đó ông chuyển sang trường thiếu sinh quân Berlin. Đến ngày 29 tháng 4 năm 1854, ông được đổi vào Trung đoàn Bộ binh số 27 của quân đội Phổ với quân hàm Thiếu úy. Để đào tạo thêm, ông được lệnh vào học tại Học viện Quân sự Phổ từ ngày 1 tháng 10 năm 1859 cho đến ngày 31 tháng 7 năm 1862. Trong khoảng thời gian đó, ông được thăng hàm Trung úy vào ngày 13 tháng 12 năm 1860. Trong cuộc Chiến tranh Đức-Đan Mạch năm 1864, ông đã tham gia cuộc vây hãm và đột chiếm pháo đài Dybbøl.
Trên con đường binh nghiệp của mình, Schulenberg, với cấp hàm Đại tá, đã được bổ nhiệm chức Tư lệnh của Trung đoàn Bộ binh số 129 vào ngày 13 tháng 1 năm 1885. Đến ngày 5 tháng 2 năm 1887, ông được phong danh hiệu à la suite của trung đoàn và được lãnh chức Thống lĩnh quân đội tại Sonderburg-Düppel. Vào ngày 18 tháng 8 năm 1888, Schulenburg được phong quân hàm Danh dự (Charakter) Thiếu tướng, tiếp sau đó ông được tặng thưởng Huân chương Vương miện hạng II vào ngày 10 tháng 9 năm 1890 do sự phục vụ lâu dài của mình. Cuối cùng vào ngày 17 tháng 11 năm 1892, ông xuất ngũ (zur Disposition), đồng thời được trao tặng Huân chương Đại bàng Đỏ hạng II đính kèm Bó sồi 17. Nhân dịp kỷ niệm 60 năm phục vụ quân ngũ của ông, Đức hoàng Wilhelm II phong tặng Ngôi sao đính kèm vào Huân chương Vương miện hạng II vào ngày 29 tháng 4 năm 1914. Đầu năm 1923, ông từ trần ở Göttingen.

### Gia đình
vào ngày 25 tháng 5 năm 1867, tại Berlin, Schulenburg thành hôn với Hedwig Katharine Luise Hanssen (18 tháng 9 năm 1845 tại Leipzig – 23 tháng 4 năm 1932 tại Göttingen). Bà là con gái của nhà kinh tế quốc dân (Nationalökonomen) và sử gia nông nghiệp (Agrarhistorikers) Giáo sư Tiến sĩ Georg Hanssen (1809 – 1894) với người vợ của ông này là Maria. Cuộc hôn nhân này đã mang lại cho ông những người con sau đây:
- Marie Luise Henriette Helene (sinh ngày 12 tháng 5 năm 1868 tại Hannover) ∞ Alfred von der Marwitz, Thượng tá Phổ
- Wilhelm Otto Werner Georg (11 tháng 2 năm 1872 tại Hannover – 2 tháng 6 năm 1933 tại Göttingen), Đại úy Phổ
- Friedrich Wilhelm Otto (sinh ngày 17 tháng 6 năm 1888 tại Sonderburg), quận trưởng Northeim